# Cirkustelt
Et cirkustelt er en type telt, der benyttes til cirkus. Teltet er derfor ofte indrettet til netop denne type optræden.
Historiens første cirkustelt rejstes af Jacob Bates i Paris i 1767, med hans Cirque Équestre, omend Philip Astley fra London ofte tillægges æren, for det moderne cirkus, da han som den første indførte kunstridning suppleret med artistnumre i en cirkelrund manege.
I USA var Joshuah Purdy Brown i 1825, den første til at bruge store lærreds-telte til cirkus. i 1840 bragte Thomas Cooke cirkusteltet til England. Fra 1897-1902 tog The Barnum & Bailey Greatest Show On Earth på Europa-turné, og deres gigantiske telt og cirkus-tog, blev definerende for formatet for europæisk cirkus i det 20.-århundrede.
'Cirkus', der betyder rund, har fået sit navn fra romernes Circus Maximus, og dets runde maneger, og fælles for de mange forskellige typer cirkustelte, er at de oftest har runde maneger.

## Cirkustelte i Danmark
De cirkustelte man normalt ser i Danmark er såkaldte 2-masters og 4-masters, alle med én manege, og med publikum placeret i en cirkel rundt om manegen, undtagen ved artistindgangen, kaldt for ridegangen. Der har i perioder været få 6-masters telte. Selve teltdugen kaldes for en sjap, eller sjappen, der er dansk slang for den franske benævnelse, chapiteau, der også betyder top, fra latin "capitellum", det udsmykkede hoved på en klassisk søjle. Chapiteau siges også at stamme fra det franske ord for hat, chapeau.
Udover telte med master, har nogle få cirkusser også telte, hvor masterne er erstattet af nogle store buer, der spænder henover teltet, hvor kopfring og sjap hejses op via nogle spil eller kraner. Denne løsning er en kombination af maste- og galgetelte, da hele dugen hejses i nogle relativt få punkter. Denne måde at sætte et telt op på er ikke specielt udbredt og nogle af de cirkusser, der har denne type opsætning er: Schweiziske Circus Monti og Circus Knie, Franske Cirque Phenix og Circus Flic Flac fra Tyskland. I Danmark indehaves det eneste bue-telt af Enoch Show Production og Jimmy Enoch, der er vokset op i Cirkus Dannebrog. I løbet af sommeren bliver det masteløste telt anvendt af Flying Superkids.
Sjappen, der kan være cirkelrund eller oval, bæres af to til seks master rundt om manegen, og yderst holdes den oppe af en række stænger, kaldt rundstænger, hvorfra sjappen strammes ud af barduner, der er fæstet til metalpæle, banket skråt ned i jorden. Mellem rundstænger og master placeres ofte nogle længere stænger, kaldt stormstænger, for at stabilisere teltet. Åbningen mellem jord og sjap ved rundstængerne, lukkes ved at hæfte et såkaldt rundsejl på sjappen.
I ældre tider anvendtes også telte med kun én mast, placeret midt i manegen, samt et såkaldt galgetalt, hvor sjappen blev holdt oppe af en galgelignende anordning. Cirkus Arenas første telt, var et galgetelt. 6-masters telte var sjældne i Danmark, men blev anvendt af Cirkus Arena fra 1992 til 2002, samt af de nu ophørte Cirkus Moreno og Cirkus Vivi Schmidt. Cirkus Louis havde også et 6-masters i sæson 1956. Størrelsen på de cirkustelte, der ses i Danmark, er typisk fra cirka 18 meter i diameter til omkring 40 meter. Enkelte telte har være ovale, for eksempel Cirkus Arenas første to-mastede telt, der målte 16 x 22 meter.
Danmarks største cirkustelt[kilde mangler] er det der bliver brugt til Cirkus Summarum. Det er 62 meter i diameter og specialbygget af firmaet Enochs Show Production.
- Et-mastet cirkustelt, dog ikke dansk, men gammelt foto fra Italien
- Galgetelt, her Cirkus Miehe i 1907. Tegning af Franz Šedivý.
- 2-masters cirkustelt, her Cirkus Arli i 2006.
- 4-masters cirkustelt, her Cirkus Kæphøj i 2008.

## Teltrejsning
Oprindeligt var sjappen fremstillet af lærred, så den var tung og blev derfor transporteret i mindre stykker, der blev rullet ud og snøret sammen omkring i de forvejen rejste master. Derefter blev rundstængerne rejst, og teltet hejst op i masterne. Til sidst blev stormstængerne trukket op i snore, der var monteret på sjappen. Moderne cirkustelte er lavet af lettere kunsstof og transporteres ofte i et enkelt stykke på en vogn, der placeres mellem masterne, hvorefter sjappen hejses op, men den skal stadig snøres sammen fra den enkelte mast og udad. Derefter rejses rundstænger og eventuelle stormstænger.
- De enkelt dele af en lærreds-sjap fastgøres til en mast. Teltet er endnu ikke snøret sammen, men forest ses tydeligt snøre på højre stykke sjap og metalforstærket hul på venstre stykke sjak, som snøren trækkes igennem. Ældre foto fra en australsk cirkus.
- Rejsning af rundstænger under en lærreds-sjap. Billedet er fra Ringling Brothers and Barnum & Bailey Circus i Sarasota, Florida, USA, 1947.
- Masterne til et moderne cirkustelt er rejst, Circus Knie i Schweitz, 2011.
- Sjappen til et moderne cirkustelt trækkes op i masterne. Billedet er fra en hollandsk cirkus, 2004.
- Hejst kunststofsjap trækkes ud og snøres. Circus Flic Flac i Köln, 2009.
- Sjappen er trukket ud og bardunerne fastgjort til pæle, banket ned i jorden. Circus Flic Flac i Köln, 2009.
- Rundstænger rejses. Circus Flic Flac i Köln, 2009.
- Cirkusteltet er rejst, hverefter et fortelt ved publikumsindgangen rejses. Circus Flic Flac i Köln, 2009.
- Cirkus er klar, med fortelt og et bagtelt til rekvisitter og stald. Circus Flic Flac i Köln, 2009.
- Masteløst cirkustelt under opsætning. Her brugt for første gang i forbindelse med Flying Superkids premiere på sommertour i Esbjerg i 2019[5]

## Galleri
- Illustration af P T Barnum Circus' telt i 1870.
- Interiør fra et stort amerikansk cirkustelt med tre maneger, såkaldt "three-ring circus", 1907. Bemærk at der er to rækker stormstænger for at stabilisere det store telt.
- Interiør fra John Robinson's Circus' telt, et amerikansk three-ring show med tre maneger, 1929. Bemærk at der er to rækker stormstænger for at stabilisere det store telt.
- Indgang til Hagenbeck-Wallace Circus store telt. Hagenbeck-Wallace Circus fra Peru, Indiana var i 1930'erne USAs næststørste cirkus, efter Ringling Bros. and Barnum & Bailey Circus, 1935.
- S. Bros. Circus, New Zealand, omkring 1930'erne.
- Et unavngiven cirkus i Roma, Queensland, Australien, ca. 1934.
- Interiør fra lærredstelt med én manege, Garry Moore's show, Circus Hall of Fame, Sarasota, Florida, USA, 1966.
- Galgetelt set fra luften. En unavngiven udenlandsk cirkus, 1975.
- Billy Smart Circus' telt opstillet i Cambridge, UK, 2004.
- Circus William i Heringsdorf, Tyskland, 2008.
- Chinese State Circus (Kinesiske Stats Cirkus), telt opstillet til "julecirkus" i Blackheath, nær London, UK, 2009.
- Cirkus Knie i Zürich, Schweitz, 2009.
- Kigure New Circus, Japan, 2009.
- Circus Palast i Anklam, Tyskland, 2009.
- Circus Renz Berlin i Berlin, Tyskland, 2009.
- Ravensburger Weihnachts-Circus (julecirkus), Østrig, 2010.
- Circus Voyage i Dresden, Tyskland, 2010.
- Circus Balloni i Zollikon, Schweitz, 2011.
- Pop Circus i Hamamatsu, Japan, 2011.
- Rajkamal Circus, et af Indiens største cirkus, 2012.
- Cirkus Pop i Akita, Japan, 2013.
- Cirque du Soleils telt opstillet i Brisbane, Australien, 2016.
- Kinoshita Great Circus in Yokohama, Japan, 2017.
- Flying Superkids' 4-mastede cirkustelt, stillet op på Amager i 2016